# Sungai Dareh
Sungai Dareh is een bestuurslaag in het regentschap Dharmasraya van de provincie West-Sumatra, Indonesië. Sungai Dareh telt 6406 inwoners (volkstelling 2010).